# Cortscastell
Cortscastell, sovint pronunciat Coscastell, és un poble del terme municipal de Baix Pallars, a la comarca del Pallars Sobirà. Pertanyia a l'antic terme de Peramea.
Està situat a la part meridional de l'antic terme de Peramea, al nord de Canals, al sud-est de Montcortès i al sud-oest de Peramea. És als peus de La Costa i a 
l'esquerra del Barranc de les Morreres.
Al poble hi ha l'església de Santa Anna, que depenia de la parroquial de Peramea. També s'hi troben les ruïnes de la capella de la Mare de Déu del Roser de Cortscastell, a l'extrem sud-oriental.

## Etimologia
Joan Coromines estableix que el nom del poble ve de Cortis castellum (castell de Corts), topònim romànic medieval.

## Geografia

### El poble de Cortscastell

#### Les cases del poble[2]
| - Casa Cantx - Casa Guardabosc | - Casa Marxantó - Casa Pasqual | - La Rectoria - Casa Rei | - Casa Sabater - Casa Xancrer |

## Història

### Edat contemporània
Pascual Madoz dedica un breu article del seu Diccionario geográfico... a Cortscastell 
(Coscastell). S'hi pot llegir que el poble té alcalde, però depèn de Peramea, i està situat al costat d'un barranc que ve de Montcortès, entre dues muntanyes. El combaten els vents del nord i de l'est, i el clima, fred, és sa, i només s'hi produeixen inflamacions. Tenia en aquell moment 19 cases i l'església de Santa Anna, sufragània de la de Pujol.
El territori és muntanyós, pedregós i de mala qualitat. S'hi collia blat, ordi, sègol, patates, raïm, olives, una mica de fruita, i pastures. De bestiar, hi havia vaques i ovelles, a més de caça de 
conills, perdius i llebres. La població era de 4 veïns (caps de casa) i 21 ànimes (habitants).

## Demografia
| 1981 | 2000 | 2002 | 2004 | 2006 | 2008 | 2010 | 2011 | 2013 |
| ---- | ---- | ---- | ---- | ---- | ---- | ---- | ---- | ---- |
| 3    | 4    | 5    | 4    | 3    | 4    | 4    | 4    | 4    |